# 长柄通泉草
长柄通泉草（学名：Mazus henryi）为玄参科通泉草属下的一个种。

## 扩展阅读
- 維基物種上的相關：长柄通泉草